# Gregori XV
Gregori XV, batejat Alessandro Ludovisi, (Bolonya, 9 de gener de 1554 - Roma, 8 de juliol de 1623), va ser Papa de l'Església Catòlica entre el 1621 i el 1623. Va ser l'últim Papa en ser elegit per aclamació inspirada per l'Esperit Sant. Gregori XV va participar poc en les polítiques europees de l'època, encara que va assistir a Ferran II, emperador romanogermànic contra els protestants, i a Segimon III Vasa de Polònia contra els turcs. Durant el seu pontificat van ser canonitzats Santa Teresa de Jesús, Sant Isidre Llaurador, Sant Francesc Xavier, Sant Ignasi de Loiola i Felip Neri.

## Biografia
Alessandro Ludovisi va néixer a Bolonya, fill de Pompeo Ludovisi i Camilla Bianchini, vuitè fill i tercer mascle de la parella. El seu avi era el duc de Samoggia. El seu germà era Orazio, creat per ell primer duc de Fiano. De 1569 a 1571 Ludovisi va estudiar filosofia i teologia al Col·legi Jesuïta de Roma. A continuació, va estudiar dret al Col·legi Alemany i es doctorà in utroque iure a l'Ateneu de Bolonya el 4 de juliol de 1575. Pocs dies després de la finalització dels estudis, el 23 de juny ja estava a Roma.
Després de rebre les ordres sagrades, va iniciar un ràpid ascens a les tasques més delicades de la cúria romana. El 1597 fou nomenat arquebisbe vicegerent de la diòcesi de Roma.
El 1612 es va convertir en arquebisbe de Bolonya i es va traslladar a la capital de l'Emília. Va ser consagrat l'1 de maig a l'església de Sant'Andrea al Quirinale pel cardenal Scipione Borghese, co-consagrant Fabio Biondi, Patriarca titular de Jerusalem i Volpiano Volpi, arquebisbe de Chieti.
Com a arquebisbe de Bolonya, el 1616 va ser nomenat nunci extraordinari a Savoia per resoldre la disputa sobre el Monferrato entre el duc de Savoia, Carlo Emanuele i el rei Felip III de Castella.
En el consistori del 19 de setembre de 1616, el papa Pau V el va crear cardenal i el 3 de desembre de 1618 va rebre el títol de Santa Maria a Traspontina.

### Historial d'assignacions
- Pèrit judicial per al municipi de Roma;
- 13 de juliol de 1593: referendari al Tribunal de la Signatura Apostòlica;
- 13 d'agost de 1596: el cardenal vicari de Roma Girolamo Rusticucci el nomena el seu secretari;
- 2 d'abril de 1597 - Maig de 1598: Arquebisbe Vicegerent de la diòcesi de Roma;
- 17 d'agost de 1599: és auditor al Tribunal de la Rota Romana;
- Rector de la Universitat La Sapienza;
- 2 d'abril de 1612 - 9 de febrer de 1621: és arquebisbe de Bolonya;
- 13 d'agost de 1616: fou nomenat nunci apostòlic davant del duc de Savoia;
- 19 de setembre de 1616: Pau V el crea cardenal prevere;
- 3 de desembre de 1618: pren el títol cardenalici de Santa Maria a Traspontina;
- 9 de febrer de 1621: elecció com a pontífex romà. Ludovisi va ser el primer papa en haver estat educat en una universitat jesuïta.

## El conclave de 1621
Després de la mort del Papa Pau V el 28 de gener de 1621, els cardenals van entrar al conclave el 8 de febrer. Gregori XV va ser elegit per aclamació inspirada per l'Esperit Sant l'endemà (9 de febrer) a la Capella Paolina del Palau del Vaticà. El 14 de febrer va ser coronat a la basílica de Sant Pere del Vaticà pel cardenal protodiaca Andrea Baroni Peretti Montalto, en el seu tercer conclave. En l'elecció del nom pontifici probablement es va inspirar en Gregori XIII (1572-1585), també nascut a Bolonya. El 14 de maig, el nou pontífex va prendre possessió de l'arxibasílica del Laterà.

### Reforma de les normes del conclave
Gregori XV va intentar posar fi a la ingerència dels Estats catòlics en les eleccions papals. Espanya, França i Àustria, de fet, a cada elecció papal exerceixen la seva influència decisiva a través dels seus respectius cardenals presents al conclave, trencant el principi de la fe segons la qual es duu a terme l'elecció del nou Papa a través de l'obra i virtut de l'Esperit Sant. Amb aquesta finalitat es va emetre el 15 de novembre de 1621 la constitució apostòlica Æterni Patris Filius seguida, el 12 de març de 1622, de la butlla Decet Romanum Pontificem, per la qual es va reafirmar la necessitat de clausura del Conclave i el requisit d'elecció per una majoria de dos terços del Col·legi Cardenalici, així com un seguit d'actes formals com a garantia de les obligacions establertes anteriorment.

### Relacions amb les institucions de l'Església
Aprovacions pontifícies
- Gregori XV va permetre als franciscans reformar l'institut del vicari general;
- aprovà la Congregació de Sant Maur (17 de maig de 1621);[1]
- va permetre als mercedaris descalços que triessin un vicari general i va prohibir als "calçats" que interferissin a la vida d'aquesta branca de l'orde (26 de novembre 1621);[2]
- va reconèixer als escolapis, elevant-los a ordre regular (18 de novembre de 1621).

Institucions
Gregori XV va fundar la Congregació de Propaganda Fide (avui la Congregació per a l'Evangelització dels Pobles) amb la butlla Inscrutabili Divinae Providentiae de 22 de juny de 1622. A càrrec de la difusió de la fe, va néixer com un cos que va supervisar a tota l'activitat missionera de l'Església.

### Decisions en matèria litúrgica
- Amb la butlla Universi Dominici Gregis (30 d'agost de 1622), el Papa va decretar que en alguns casos el secret de confessió podria ser violat (per exemple, el confessor pot obligar el penitent a informar immediatament un crim);
- Va aprovar les innovacions rituals a l'Índia del Sud (Malabar) pel missioner jesuïta Roberto de Nobili (carta Romanae sedis, 31 de gener de 1623).
- El 1621 es va fixar la data de la festa de Sant Josep el 19 de març. Es va permetre fins i tot la memòria religiosa de l'arquebisbe beat Ambrosio Sansedoni (1220-1286), i 17 de febrer, de 1623, del beat Bru de Colònia.

### Decisions en camp teològic
- Gregori XV va prohibir la defensa fins i tot en privat (és a dir, en les discussions entre els estudiosos) d'opinions negacionistes sobre la Immaculada Concepció (1622). El seu predecessor Pau V havia prohibit l'atac públic sobre el dogma;[3]
- El pontífex va confirmar la condemna de l'heretgia dels Alumbrados (Illuminati), nascuda a Castella al segle xvi;
- Gregori XV va introduir la pena de mort per als delinqüents que fessin apostasia al diable i els que havien causat la mort d'una persona a través de ritus màgics (butlla Omnipotentis dei de 20 de març de 1623).[4] Va ser l'últim acte oficial d'un papa sobre la bruixeria.

### Relacions amb monarques europeus
Gregori XV va ascendir al tron papal durant la Guerra dels Trenta Anys. La seva principal preocupació era crear les condicions per retornar la pau entre les nacions europees. A més, el pontífex es va comprometre amb la restauració del catolicisme als països on havia estat desarrelat pels monarques protestants.
Diplomàcia pontifícia a la Guerra dels Trenta anys
El Papa va enviar a l'emperador Ferran II el nunci Carlo Carafa (1584-1644). Va romandre a la cort de Viena durant set anys (1621-28). Va contribuir a la solució de la crisi dinàstica al ducat de Lorena i va treballar en favor de la recatolització d'Alemanya, Bohèmia, Moràvia i Hongria.Va obtenir el nomenament d'un catòlic, Maximilià I de Baviera a príncep elector del Palatinat. D'aquesta manera, els catòlics van aconseguir la majoria dins del col·legi dels electors. Com a agraïment per la preferència concedida, Maximilià va donar la Santa Seu la Biblioteca Palatina de Heidelberg. Els llibres van ser traslladats a Roma; des de llavors s'han conservat a la Biblioteca Apostòlica Vaticana.
En el període en què el cardenal Carafa era nunci a Viena, Rodolf Maximilià (1596-1647), fill del ducat de Saxònia-Lauenburg, convertit al catolicisme. La Santa Seu va recolzar econòmicament la Lliga Catòlica formada pels estats catòlics alemanys en oposició a la Unió Evangèlica creada pels estats protestants.
Relacions amb FrançaFrança va ser travessada per contrasts confessionals. Gregori XV va destacar la necessitat de continuar la lluita contra els hugonots i restaurar la unitat religiosa de la nació. Va ser Gregori XV qui va crear el cardenal Armand-Jean du Plessis, que va passar a la història com el cardenal Richelieu.
La Santa Seu va fer de mediadora entre França i els Habsburg, que van lluitar pels Grisons i la Valtellina a la Guerra de Valtellina (1620-1639).
Relacions amb PolòniaGregori XV donà suport al rei de Polònia Segimon III en la seva lluita contra l'Imperi Otomà.
Relacions amb AnglaterraEn una nació on el catolicisme havia estat gairebé totalment erradicat, el projecte de matrimoni entre l'hereu del tron d'Anglaterra, Carles, fill de Jaume I i la infanta d'Espanya Marianna de Habsburg, va generar una nova esperança. Però les negociacions entre Londres i Madrid no van arribar a bon port.
En 1622 Gregori XV va crear el Vicariat Apostòlic d'Anglaterra. El 15 de març de 1623, va nomenar el primer bisbe catòlic d'Anglaterra, Gal·les i Escòcia en la persona de William Bishop. Com que el catolicisme estava prohibit des de 1559, el pontífex li va assignar el títol de bisbe titular de Calcedònia.

### Patró de les arts i les ciències

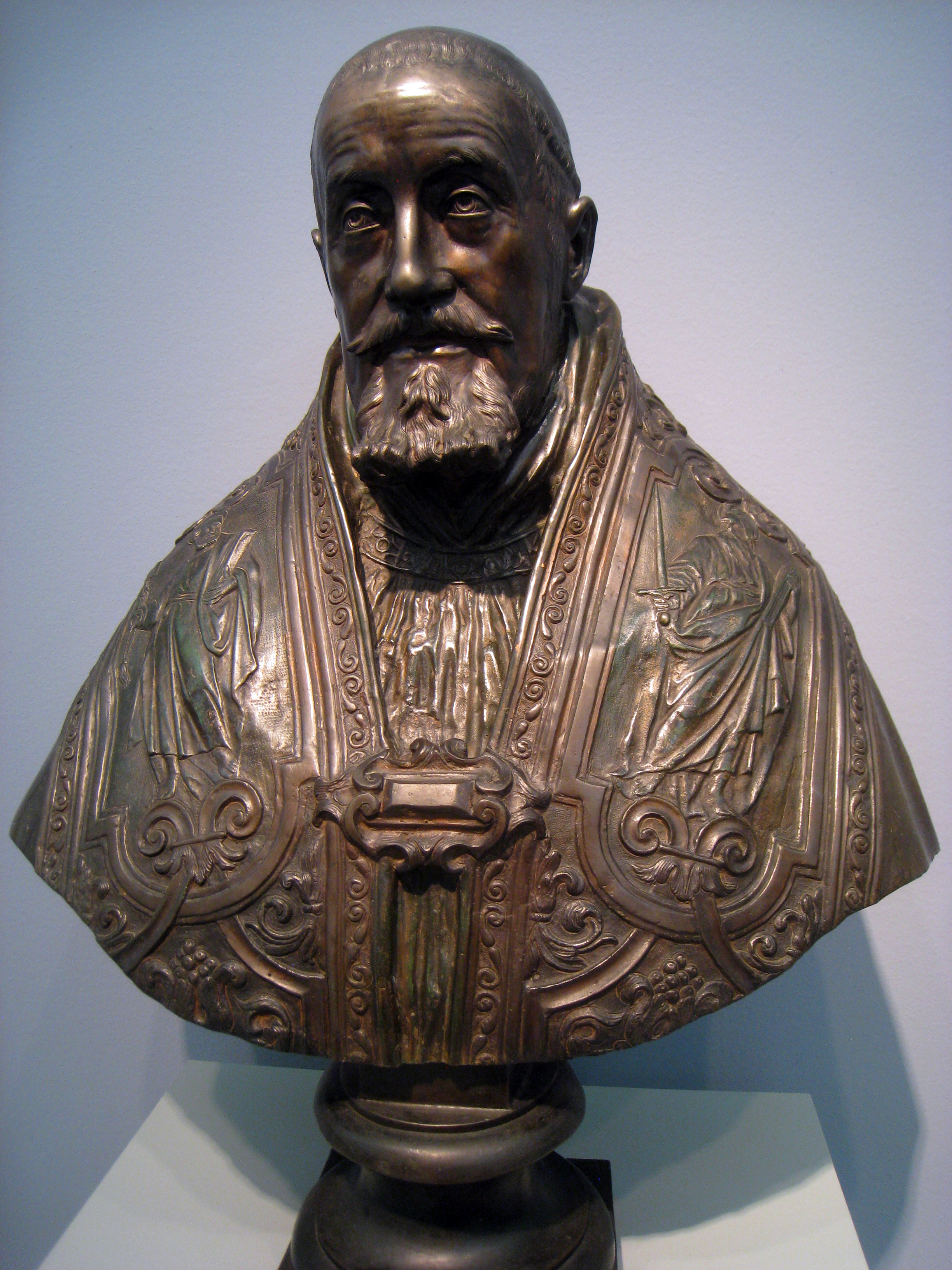
Bust realitzat per Gian Lorenzo Bernini.

El Papa Gregori XV va ser mecenes de Domenichino i Guercino. A aquest últim, en particular, va encarregar el gran retaule "Enterrament i glòria de Santa Petronila, col·locat a l'altar dedicat la santa a la basílica de Sant Pere al Vaticà (ara als Museus Capitolins), una de les obres més importants que s'han llicenciat de Guercino, una obra mestra de la residència romana del pintor de Cento.
Va establir el Col·legi Benedictino de Roma (18 de març de 1621).
Va permetre a l'orde Jesuïta conferir el títol de doctor (butlla In eminenti de 1621).

### Mort i enterrament

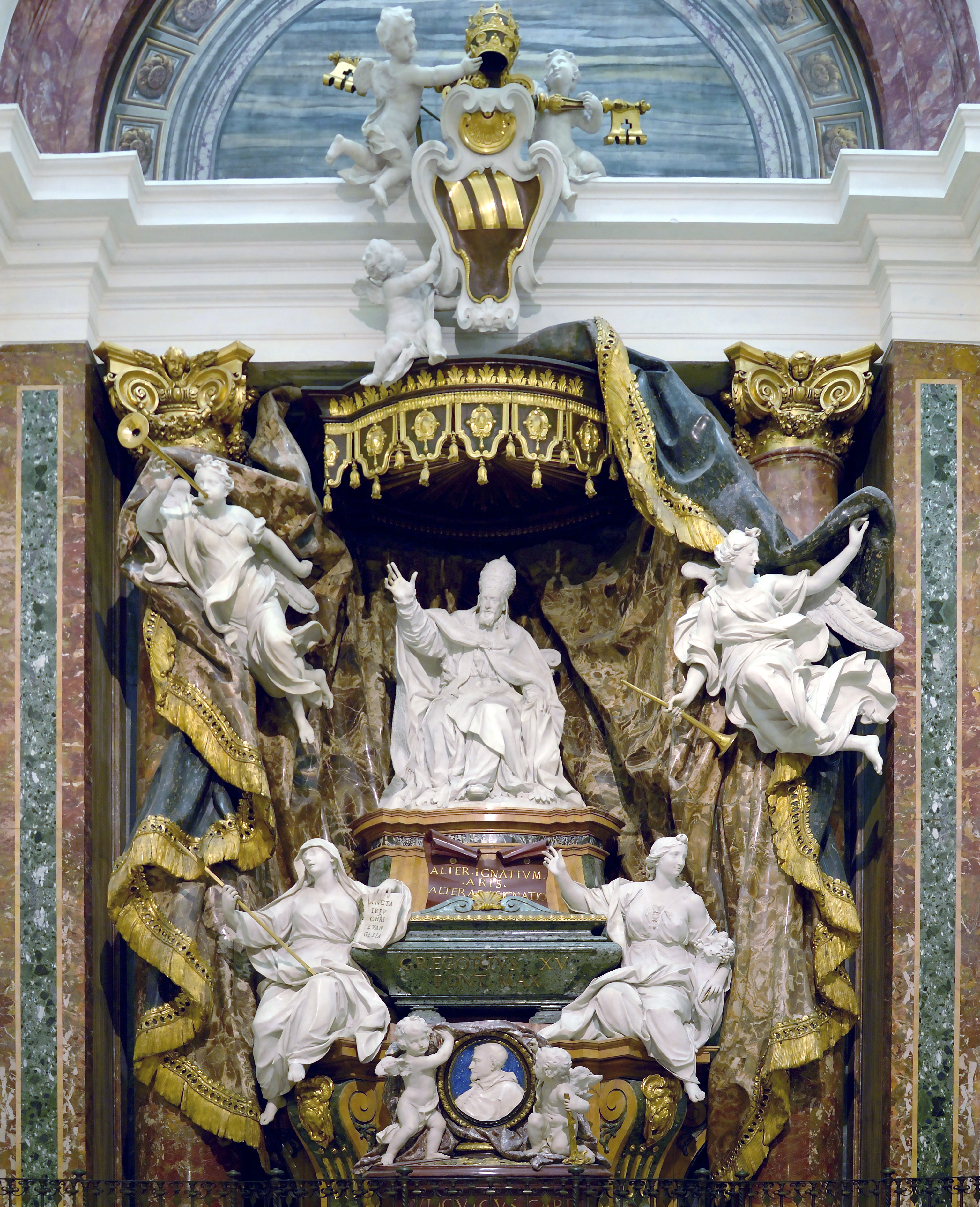
Capella Ludovisi i tomba de Gregori XV.

El papa Gregori XV va morir el 8 de juliol de 1623 al Palau del Quirinal de Roma i va ser enterrat a la Basílica del Vaticà.
El 13 de juny de 1634 les seves restes es van traslladar a la capella de l'Anunciació del Col·legi Romà; finalment va ser enterrat a l'església de Sant Ignasi de Loiola, on encara reposa.

## Canonitzacions i beatificacions
Beatificacions
En el transcurs del seu pontificat, Gregori XV beatificà formalment un servent de Déu:
- 18 d'abril de 1622 – 
  - Pietro d'Alcántara (1499-1562), prevere, reformador de l'Orde de Frares Menors

Canonitzacions
En el transcurs del seu pontificat, Gregori XV canonitzà formalment 5 beats:
- 12 de març de 1622:
  - Isidre Llaurador (vers 1080 – vers 1130), laic.
  - Francesc Xavier (1506-1552), prevere profés de la Companyia de Jesús;
  - Ignasi de Loiola (1491-1556), prevere, fundador de la Companyia de Jesús;
  - Teresa de Jesús (1515-1582), verge, reformadora de l'orde carmelità i doctora de l'Església;
  - Felip Neri (1515-1595), prevere, fundador de la Congregació de l'Oratori.

## Diòcesis erigides per Gregori XV
- El Vicariat apostòlic d'Anglaterra (en una nació on el catolicisme havia estat erradicat) amb seu a Westminster;
- 5 de desembre de 1622 (butlla Pro excellenti ):
  - bisbat de San Miniato (el territori es va obtenir de l'arxidiòcesi de Lucca).

Elevació al rang d'arxidiòcesi
- 20 d'octubre de 1622 (butlla Universi orbis):
  - Diòcesi de París: elevada al rang d'arxidiòcesi metropolitana.